# Paraphylax yasumatsui
Paraphylax yasumatsui là một loài tò vò trong họ Ichneumonidae.